# 미소노역
미소노역(일본어: 美園駅)은 일본 홋카이도 삿포로시 도요히라구에 위치한 삿포로 시영 지하철의 역이다.

## 역 구조
도요미소노 대로 직하부에 도요미소노 대로가 홋카이도 도도 89호 삿포로 환상선과 교차하는 위치에 있다. 1면 2선의 섬식 승강장이다. 출입구는 도요미소노 대로변 옆에 1,2 출입구가 있고 간조도리 변에는 3번 출입구가 있다. 2번 출입구는 지상에서 대합실까지 일직선의 계단이 되었고 3번 출입구에는 지상으로 연결되는 엘리베이터가 있다.

### 타는 곳
| 1 | 도호 선 | 후쿠즈미 방면                   |
| 2 | 도호 선 | 오도리・삿포로・사카에마치 방면 |

## 이용 현황
삿포로 시 교통국의 조사에 따르면 2015년도 1일 평균 승차 인원은 4,856명이다.
최근 1일 평균 승차 인원의 추이는 다음과 같다.
| 연도 | 1일 평균 승차 인원 |
| ---- | ------------------ |
| 2003 | 3,581              |
| 2004 | 3,763              |
| 2005 | 3,852              |
| 2006 | 3,952              |
| 2007 | 3,953              |
| 2008 | 4,039              |
| 2009 | 4,015              |
| 2010 | 4,046              |
| 2011 | 4,144              |
| 2012 | 4,376              |
| 2013 | 4,532              |
| 2014 | 4,683              |
| 2015 | 4,856              |

## 역 주변
역 주변은 주택지이다. 가게는 많지 않고 상가도 형성되지 않았다.
- 국도 제36호선
  - 홋카이도 중앙버스 "도요히라 우체국 앞" 정류장
- 삿포로 시 도요히라 구청
- 도요히라 경찰서 미소노 파출소
- 삿포로 시 도요히라 보건 센터
- 미소노 도시 센터
- 도요히라 우체국
- 미소노 우체국
- 쓰키사무 공원

## 역사
- 1994년 10월 14일: 호스이스스키노 ~ 후쿠즈미 역간 개통에 따라 영업 개시.
- 2016년 10월 5일: 스크린도어 사용 개시.

## 사진

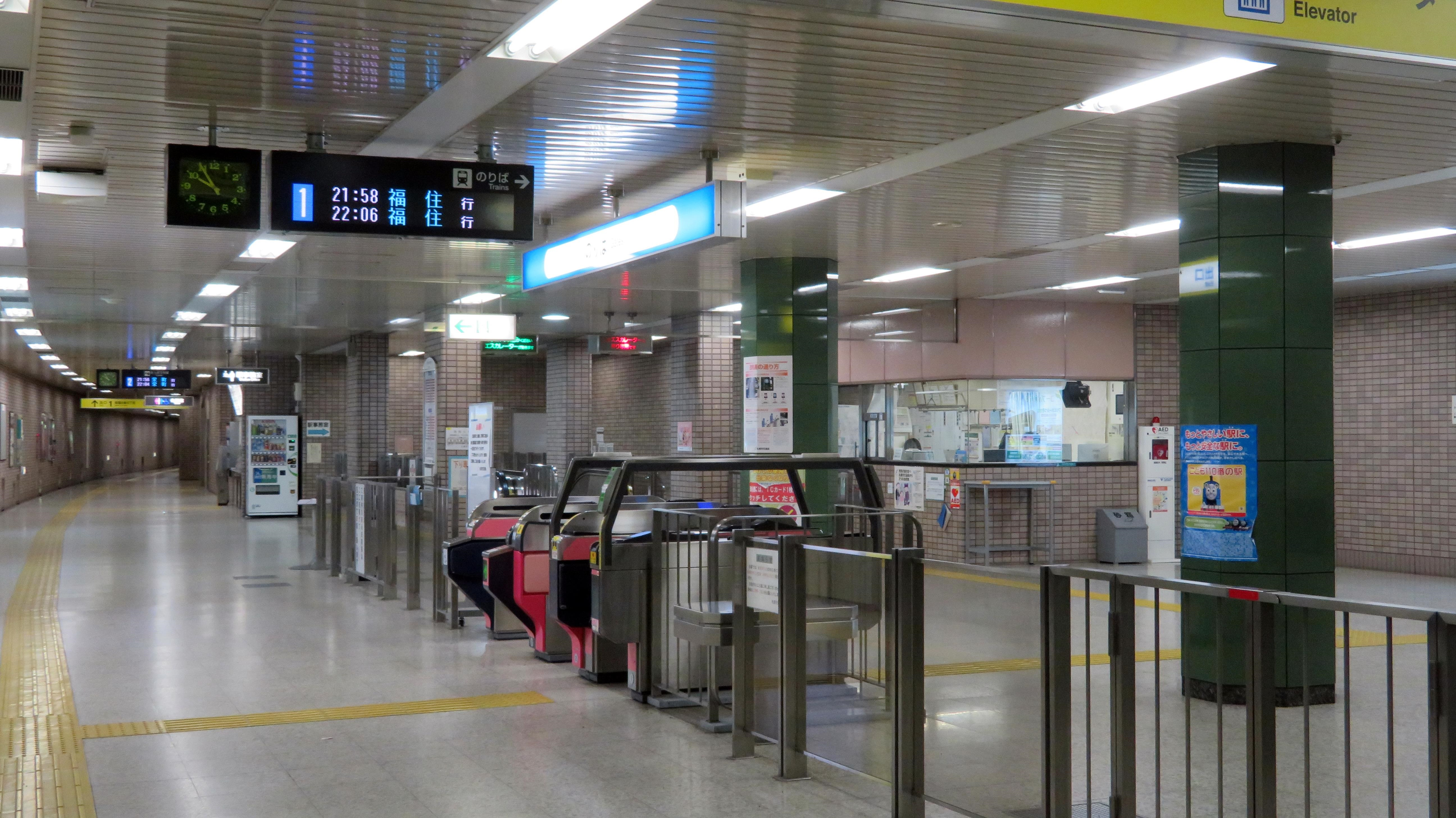
개찰구

## 인접역
| 삿포로 시 교통국 지하철 도호 선  | 삿포로 시 교통국 지하철 도호 선 | 삿포로 시 교통국 지하철 도호 선 |
| -------------------------------- | ------------------------------- | ------------------------------- |
| H11 도요히라코엔 사카에마치 방면 | ● 도호 선                       | H13 쓰키사무추오 후쿠즈미 방면  |